# Thuốc đỏ và thuốc xanh

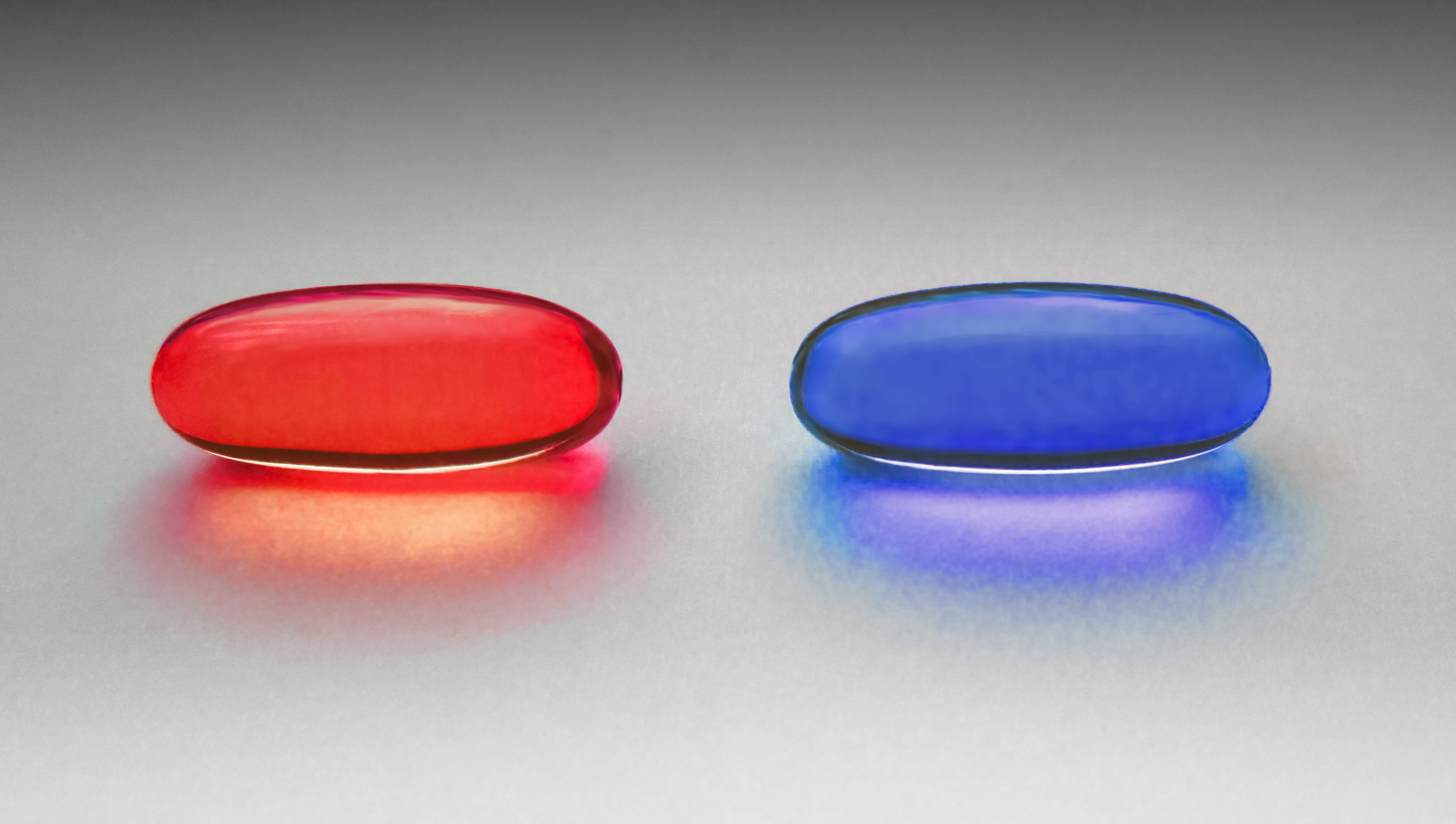
Hai viên nang màu đỏ và xanh, như đã đề cập trong phim Ma trận (1999)

Thuật ngữ "red pill" (thuốc đỏ) đề cập đến lựa chọn sẵn sàng chấp nhận một sự thật không mấy dễ chịu hoặc thậm chí có thể thay đổi cuộc đời, còn "blue pill" (thuốc xanh) là lựa chọn phớt lờ đi sự thật và tiếp tục sống một cuộc đời an nhàn. Thuật ngữ này bắt nguồn từ bộ phim Ma trận (1999) của chị em nhà Wachowski.

## Tổng quan
Trong phim Ma trận, nhân vật chính Neo được thủ lĩnh quân khởi nghĩa Morpheus đề nghị chọn một trong hai viên thuốc đỏ và thuốc xanh. Viên thuốc đỏ sẽ đại diện cho một tương lai không mấy chắc chắn nhưng nó sẽ giải phóng Neo khỏi việc bị máy móc kiểm soát như nô lệ trong thế giới giấc mơ và cho phép anh ra ngoài thế giới thực, có điều là sống với "sự thật trần trụi" thì sẽ khắc nghiệt và khó khăn hơn. Ngược lại, viên thuốc xanh sẽ là đại diện cho một nhà tù đẹp đẽ, nó sẽ dẫn dắt anh tới sự ngu dốt, sống trong sự thoải mái không bị giới hạn và không sợ hãi trong thực tế mô phỏng do Ma trận tạo ra. Theo như Morpheus mô tả: "Nếu cậu chọn viên thuốc màu xanh... thì câu chuyện coi như kết thúc, cậu sẽ thức dậy trên giường và tin bất cứ điều gì cậu muốn tin. Nếu cậu chọn viên thuốc màu đỏ... thì cậu sẽ lạc vào xứ sở thần tiên, và tôi sẽ cho cậu thấy cái hố thỏ sâu như thế nào." Neo chọn viên thuốc đỏ và gia nhập quân khởi nghĩa.

### Ma trận(1999)

#### Thực tế, chủ quan và tôn giáo
Bộ phim Ma trận (1999) do chị em nhà Wachowski đạo diễn có đề cập đến các yếu tố thần thoại và triết học lịch sử, cùng với một số thuyết như thuyết ngộ đạo, thuyết hiện sinh và thuyết hư vô. Tiền đề của phim giống với hang động của Platon, "Trang Chu mộng hồ điệp", thuyết hoài nghi của René Descartes và quỷ dối lừa, "cỗ máy trải nghiệm" của Robert Nozick, khái niệm về thực tế mô phỏng và thí nghiệm tưởng tượng mang tên bộ não trong thùng. Ma trận có sự tham chiếu với cụm từ "thỏ trắng" và "rơi xuống hố thỏ" trong tác phẩm Alice ở xứ sở thần tiên, cũng như con đường khám phá ra sự thật của Neo là "xứ sở thần tiên".
Bộ anime chuyển thể từ manga Ghost in the Shell của đạo diễn Oshii Mamoru có ảnh hưởng mạnh đến bộ phim Ma trận.
Trong phim Ma trận, Neo (Keanu Reeves) nhận được tin đồn về sự tồn tại của Ma trận và một người đàn ông bí ẩn tên là Morpheus (Laurence Fishburne). Neo dành cả đêm bên chiếc máy tính của mình để cố gắng tìm hiểu bí mật của Ma trận và Ma trận thực sự là cái gì. Sau đó, một hacker khác tên là Trinity (Carrie-Anne Moss) xuất hiện và giới thiệu Neo tới Morpheus.
Morpheus giải thích với Neo rằng Ma trận là một thế giới ảo tưởng được tạo ra để ngăn con người phát hiện ra mình thực chất là nô lệ cho một thế lực ở thế giới bên ngoài. Khi Morpheus đưa 2 viên thuốc lên 2 lòng bàn tay, ông bắt đầu mô tả 2 lựa chọn mà Neo sắp phải đối diện:
Đây là cơ hội cuối cùng của cậu. Sau đó sẽ không còn đường lui. Nếu cậu chọn viên thuốc màu xanh — thì câu chuyện coi như kết thúc, cậu sẽ thức dậy trên giường và tin bất cứ điều gì cậu muốn tin. Nếu cậu chọn viên thuốc màu đỏ — thì cậu sẽ lạc vào xứ sở thần tiên, và tôi sẽ cho cậu thấy cái hố thỏ sâu như thế nào. Hãy nhớ rằng: tất cả những gì tôi nói là sự thật. Chỉ vậy thôi.

Như đã kể ở trên, viên thuốc màu xanh sẽ cho phép đối tượng mãi chìm trong thực tế ngụy tạo của Ma trận. Viên thuốc màu đỏ sẽ đóng vai trò như "thiết bị định vị" để xác định vị trí của cơ thể đối tượng trong thế giới thực, từ đó sẽ chuẩn bị "rút phích cắm" và giải phóng đối tượng khỏi Ma trận. Một khi đối tượng đã chọn thuốc xanh hoặc thuốc đỏ thì lựa chọn đó không thể hủy bỏ.
Neo chọn viên thuốc đỏ và tỉnh dậy ở thế giới thực, nơi anh bị đẩy ra khỏi căn phòng chứa đầy chất lỏng mà anh từng nằm bất tỉnh trong đó. Sau khi được giải cứu và hồi sức trên con tàu của Morpheus, Morpheus cho Neo thấy bản chất thực sự của Ma trận: đó là một thế giới mô phỏng do máy tính tạo ra lấy cảm hứng từ Trái Đất cuối thế kỷ 20 (năm thực, mặc dù không có tiết lộ chắc chắn nhưng theo như phần đầu thì khoảng thời gian là 200 năm sau. Sang phần tiếp theo như Ma trận 2, Ma trận 3 và The Animatrix thì lại tiết lộ rằng ít nhất 700 năm đã trôi qua). Thế giới này được tạo ra để khiến cho tâm trí con người dễ sai bảo trong khi cơ thể họ được lưu trữ trong các nhà máy điện khổng lồ, nhiệt lượng cơ thể và điện sinh học sẽ trở thành năng lượng cho cỗ máy thông minh đã bắt họ làm nô lệ.

#### Thuốc đỏ như một cách nói phúng dụ về người chuyển giới
Cộng đồng người hâm mộ có giả thuyết rằng viên thuốc màu đỏ có thể là đại diện cho cách nói phúng dụ về người chuyển giới hoặc là một câu chuyện quá khứ của 2 chị em nhà Wachowski khi trở thành người chuyển giới. Trong thập niên 1990 có một liệu pháp chuyển giới bằng hormone từ nam sang nữ bằng cách sử dụng viên nén màu hạt dẻ Premarin. Lilly Wachowski xác nhận giả thuyết mà người hâm mộ đưa ra là đúng vào tháng 8 năm 2020.

### Bí mật của Walter Mitty(phim 2013)
Trong bộ phim điện ảnh Bí mật của Walter Mitty do Ben Stiller đạo diễn, khi nhân vật Walter đặt chân đến Nuuk ở Greenland, anh hỏi người đàn ông ở quầy sân bay là: "Bạn có chiếc xe nào có thể dùng được không?" "Vâng, chúng tôi có một chiếc màu xanh và một chiếc màu đỏ", người đàn ông đáp. "Thế thì tôi sẽ lấy cái màu đỏ", Walter nói. Đây cũng là "cảnh cuối cùng của trailer: một chuỗi hội thoại kì quặc và có sức hấp dẫn của riêng nó, ngay cả trước khi bạn nhận ra nó là đoạn lặp lại có sẵn từ phép ẩn dụ "thuốc đỏ/xanh" nổi tiếng của phim Ma trận". "Sự lựa chọn giữa chiếc xe màu đỏ và màu xanh tại bãi cho thuê xe khá đáng để đề cập, chỉ vì nó gần như mượn ý tưởng từ viên thuốc màu đỏ trong Ma trận. Hai chiếc xe có hình dạng giống viên kẹo hạt đậu, hoặc viên thuốc [Daewoo Matiz], màu đỏ và màu xanh; điều duy nhất còn thiếu là Lawrence [nguyên văn] Fishburne (tức diễn viên đóng vai Morpheus) làm việc tại quầy".

## Phân tích
Một bài luận do Russell Blackford viết có thảo luận về thuốc đỏ và thuốc xanh, đặt ra câu hỏi là liệu một người khi được cung cấp đầy đủ thông tin thì họ có chịu uống thuốc đỏ, lựa chọn sống trong thế giới thực, tin rằng việc chọn sống trong thực tế hữu hình sẽ tốt hơn sống trong thế giới mô phỏng kỹ thuật số. Cả Neo và Cypher (Joe Pantoliano) đều uống viên màu đỏ thay vì viên màu xanh, mặc dù sau này Cypher đã cảm thấy hối hận vì sự lựa chọn. Cypher nói rằng nếu Morpheus ngay từ đầu cung cấp cho Cypher đầy đủ thông tin thì Cypher "đã nhét viên thuốc đỏ ngay vào mông [của Morpheus]". Khi Cypher thỏa thuận với máy tính để quay trở lại Ma trận và muốn quên hết mọi thứ, anh đã nói "Ngu dốt là hạnh phúc". Blackford lập luận rằng series phim Ma trận sắp đặt mọi thứ để ngay cả khi Neo thất bại, việc anh uống viên thuốc màu đỏ cũng đáng giá vì anh đã hi sinh khi biết được sự thật. Blackford và nhà văn khoa học viễn tưởng James Patrick Kelly cảm thấy rằng phim Ma trận đã có thiên hướng chống lại máy tính và thế giới mô phỏng do chúng tạo ra.
Tác giả của Matrix Warrior: Being the One là Jake Horsley đã so sánh viên thuốc màu đỏ với LSD, trích dẫn một cảnh mà Neo tạo ra thế giới của riêng mình bên ngoài Ma trận. Khi Neo hỏi Morpheus rằng liệu anh có thể quay trở lại không, Morpheus trả lời bằng cách đặt ra câu hỏi là liệu anh có muốn như vậy không. Horsley cũng mô tả viên thuốc màu xanh là chất gây nghiện, gọi loạt phim Ma trận là một chuỗi liên tục các lựa chọn giữa việc chọn uống thuốc xanh hay không chọn. Ông cũng viết thêm rằng thói quen và công việc hàng ngày của những người bên trong Ma trận chỉ đơn thuần là mỗi ngày đã tự uống một viên thuốc xanh. Khi ông mô tả rằng thuốc xanh là một loại thuốc phổ biến mà ai cũng có, thì ông cũng cho rằng thuốc đỏ là loại có một không hai, một thứ mà không phải ai cũng tìm ra được.
Trong cuốn sách The Art of the Start (2004), tác giả Guy Kawasaki ví viên thuốc đỏ như là tình thế mà các nhà lãnh đạo của những tổ chức mới đang đối mặt, đó là sự lựa chọn phải sống thực tế hay hão huyền. Ông viết thêm rằng nếu họ muốn thành công, họ phải uống thuốc đỏ và xem hố thỏ sâu như thế nào.

## Cách dùng khác
- Trong bộ phim hành động không gian Total Recall (1990) của đạo diễn Paul Verhoeven, nhân vật do Arnold Schwarzenegger thủ vai được bác sĩ yêu cầu uống viên thuốc màu đỏ như hành động biểu tượng cho "sự đánh thức bản thân" khỏi giấc mơ mô phỏng mà bác sĩ cho rằng nhân vật đó đang bị mắc kẹt. Trên thực tế, bác sĩ là một đặc vụ được chính phủ tài trợ để vô hiệu hóa nhân vật đó.
- Có một loại rootkit được đặt tên là Blue Pill ("malware") và thủ thuật để chống lại rootkit đó được đặt tên là Red Pill. Red Pill là một loại phần mềm đặc biệt sử dụng thủ thuật ảo hóa bộ xử lý trung tâm (CPU) hiện đại để thực hiện vai trò như là hypervisor (phần mềm giám sát ảo). Với vai trò là một nền tảng ảo mà toàn bộ hệ điều hành chạy trên đó, Red Pill có khả năng kiểm tra toàn bộ tình trạng của máy và thực hiện bất kỳ xử lý nào với đầy đủ đặc quyền, trong khi hệ điều hành "tin rằng" bản thân nó đang chạy trực tiếp trên phần cứng vật lý. Blue Pill định rõ tính chất là lây nhiễm cho máy tính trong khi thủ thuật của Red Pill lại giúp hệ điều hành khám phá ra sự hiện diện của một hypervisor như vậy.[22] Joanna Rutkowska mô tả khái niệm này vào năm 2006.
- Chú lợn Leo được yêu cầu lựa chọn giữa một trong hai viên thuốc đỏ và thuốc xanh trong bộ phim tài liệu hoạt hình ngắn The Meatrix (2003), một tác phẩm nhại lại Ma trận.
- Năm 2007, blogger tân phản động Curtis Yarvin đã sử dụng thuật ngữ thuốc đỏ và thuốc xanh để diễn tả một số học thuyết nhất định liên quan đến dân chủ, đánh dấu lần tiên sử dụng thuật ngữ này trong ngữ cảnh chính trị.[23]
- Sự lựa chọn giữa việc uống một viên thuốc xanh và một viên thuốc đỏ là phép ẩn dụ trọng tâm trong bộ phim tài liệu Marx Reloaded trên kênh dịch vụ phát sóng công cộng Arte. Trong phim tài liệu, hai nhà triết học Slavoj Žižek và Nina Power đã cố tìm ra giải pháp cho cuộc khủng hoảng kinh tế tài chính toàn cầu năm 2008–09. Phim cũng có một hoạt cảnh nhại lại cảnh viên thuốc màu đỏ/xanh trong phim Ma trận, với Leon Trotsky trong vai Morpheus, Karl Marx trong vai Neo.[24]
- Ở một số bộ phận của phong trào đòi quyền nam giới, thuật ngữ "red pill" được sử dụng như phép ẩn dụ tại thời điểm cụ thể mà họ tin rằng có một số vai trò giới nhất định mà họ cho là chuẩn mực, chẳng như hôn nhân một vợ một chồng lấy danh nghĩa là vì lợi ích của phụ nữ hơn là vì lợi ích chung.[25][26] Năm 2016, một bộ phim tài liệu có tựa đề The Red Pill được phát hành, đề cập đến phong trào quyền nam giới.
- Vào tháng 5 năm 2020, Elon Musk đã đăng dòng tweet "Take the red pill" (Hãy uống viên thuốc đỏ),[27] đồng tình với một người dùng Twitter rằng điều đó có nghĩa là hãy mang trong mình một "thái độ tư tưởng tự do và thức tỉnh khỏi cuộc sống tầm thường của sự lười biếng và ngu dốt".[28] Ivanka Trump tweet lại rằng "Đã uống". Đạo diễn của phim Ma trận là Lilly Wachowski phản hồi rằng "Cả hai người là đồ chết tiệt".[29]

## Tranh cãi
Vì cụm từ "red pill" có mối liên hệ khá chặt chẽ với manosphere (cộng đồng chuyên đề cao tính thượng đẳng của nam giới), nên một số tiết mục ca nhạc ít nhiều bị cuốn vào vòng tranh cãi liên quan đến thuật ngữ này. Album mang tên Red Pill Blues của Maroon 5 đã thu hút sự chú ý trên mạng xã hội mặc dù các thành viên của nhóm nhạc không hề hay biết gì về mối liên hệ của nó với phong trào nam quyền. Người chơi guitar của nhóm là James Valentine nói: "Chúng tôi như thể là, 'Trời ạ, dĩ nhiên là năm 2017 là năm tồi tệ nhất.' Chúng tôi đang nói về cảnh trong phim Ma trận ― [cái cảnh mà] bạn chọn uống viên thuốc đỏ hay thuốc xanh ấy? Và sự thật là nhìn thế giới xảy ra những gì vào năm 2017 có thể hơi khó khăn... Chúng tôi không hề biết gì về mối liên hệ với quyền nam giới,". Valentine nói thêm "Hi vọng rằng mọi người đều biết về quá khứ của tất cả chúng tôi rằng tuyên bố của chúng tôi về vấn đề này và hành động của chúng tôi trong quá khứ ― rằng chúng tôi đều là những người ủng hộ nữ quyền mạnh mẽ của ban nhạc. Vì vậy, cái mối liên hệ tồi tệ ấy, ừ thì. Những thành phần troll trên Internet đã phá nát mọi thứ".